# Motorrad-Europameisterschaft 1937

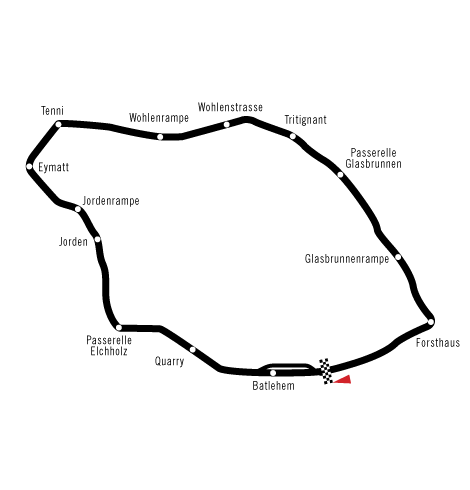
Die Bremgarten-Rundstrecke.

Die Titel der Motorrad-Europameisterschaft 1937 wurden beim XIV. Großen Preis der F.I.C.M. vergeben, der am 3. und 4. Juli 1937 in Bremgarten bei Bern (Schweiz) im Rahmen des XIII. Großen Preises der Schweiz auf der 7,28 Kilometer langen Bremgarten-Rundstrecke ausgetragen wurde.
Der Große Preis von Europa fand zum zweiten Mal im Rahmen des Grand Prix der Schweiz statt.

## Rennverläufe
In der 250-cm³-Klasse konnte sich der 31-jährige Moto-Guzzi-Werkspilot Omobono Tenni nach 40 Runden seinen ersten Titel sichern. Zweiter wurde dessen Landsmann Nello Pagani, ebenfalls auf Moto Guzzi. Die zwischenzeitlich in Führung liegenden DKW-Werksfahrer Ewald Kluge und Walfried Winkler erreichten nach technischen Problemen die Ränge drei und vier. Der Italiener Tenni gewann 1937 auch den Viertelliter-Lauf bei der Tourist Trophy auf der Isle of Man, dem damals schwierigsten Motorradrennen der Welt, und wurde damit erster nicht-britischer TT-Sieger überhaupt.
In den Klassen bis 350 und bis 500 cm³ war das englische Norton-Werksteam wie schon im Vorjahr nicht zu schlagen. Der mittlerweile 40 Jahre alte Jimmie Guthrie aus Schottland sicherte sich beide Titel jeweils vor seinem Teamkollegen Freddie Frith. Für Guthrie waren es die EM-Titel nummer drei und vier, in der Halbliterklasse gewann er bereits zum dritten Mal in Folge. Nur fünf Wochen später verunglückte der Schotte beim Großen Preis von Deutschland auf dem Sachsenring schwer und verstarb nur wenig später.
In beiden Gespanne-Kategorien war der deutsche Hersteller Auto Union AG mit seiner Marke DKW erfolgreich. In der 600er-Klasse feierte das Duo Karl Braun / Erwin Badsching einen überlegenen Start-Ziel-Sieg vor zwei einheimischen Gespannen. Wenige Wochen später verunglücken die beiden beim Schleizer Dreiecksrennen schwer. Während Badsching unverletzt blieb, erlag Braun seinen schweren Verletzungen. In der großen Klasse gab es einen Doppelsieg auf DKW-Motorrädern. Hans Schumann / Julius Beer siegten ungefährdet vor Hans Kahrmann / Heinrich Eder, die vom Sturz des zwischenzeitlich mit um den Sieg kämpfenden Schweizer Ehepaars Hans und Cilly Stärkle auf NSU profitierten. Den deutschen Dreifachsieg machte Paul Weyres auf Harley-Davidson komplett.

## Rennergebnisse
| Klasse              | Sieger                             | Zweiter                               | Dritter                                   |
| ------------------- | ---------------------------------- | ------------------------------------- | ----------------------------------------- |
| 250 cm³             | Omobono Tenni (Moto Guzzi)         | Nello Pagani (Moto Guzzi)             | Ewald Kluge (DKW)                         |
| 350 cm³             | Jimmie Guthrie (Norton)            | Freddie Frith (Norton)                | Ernie Thomas (Velocette)                  |
| 500 cm³             | Jimmie Guthrie (Norton)            | Freddie Frith (Norton)                | Omobono Tenni (Moto Guzzi)                |
| Gespanne (600 cm³)  | Karl Braun / Erwin Badsching (DKW) | Ferdinand Aubert / Rudi Grob (Norton) | Max Hunziker / unbekannt (Norton)         |
| Gespanne (1000 cm³) | Hans Schumann / Julius Beer (DKW)  | Hans Kahrmann / Heinrich Eder (DKW)   | Paul Weyres / C. Barths (Harley-Davidson) |

## Verweise